# Luciferion
Luciferion byla švédská death metalová kapela založená roku 1993 ve městě Göteborg původně jako vedlejší projekt zpěváka a kytaristy Wojtka Lisického a baskytaristy Martina Furängena. V zakládajícím kvartetu byl ještě kytarista Michael Nicklasson a bubeník Peter Weiner.
Byla ovlivněna např. skupinami Morbid Angel, Deicide, Celtic Frost, Forbidden, Coroner, Immolation a dalšími.
V zimě na přelomu let 1993/94 nahrála kapela pětiskladbové demo The Demon Of 1994, které jí zajistilo smlouvu s francouzským vydavatelstvím Listenable Records.
Debutové album Demonication (The Manifest) vyšlo v roce 1994. Celkem skupina vydala dvě řadové desky, než se v roce 2003 rozpadla.

## Logo
Logo kapely je složeno z atypického obrazce. Na první desce Demonication (The Manifest) obsahuje emblém i obrácený pentagram, který byl později z loga odstraněn. Druhá deska The Apostate už ho neobsahuje.

## Diskografie
Dema
- The Demon Of 1994 (1994)
- Demo '94 (1994)

Studiová alba
- Demonication (The Manifest) (1994)[5]
- The Apostate (2003)